# Барковський Сергій Дмитрович
Сергій Дмитрович Барковський (рос. Серге́й Дми́триевич Барко́вский) (14 грудня 1963, Алма-Ата, СРСР) — радянський і російський актор театру і кіно, заслужений артист Російської Федерації. Закінчив філософський факультет ЛДУ (1986) та  Російський державний інститут сценічних мистецтв (1992). Актор Молодіжного театру на Фонтанці.

## Вибрана фільмографія
- Ключ (1992)
- Тихі сторінки (1993)
- Прибуття потяга (1995)
- Хрустальов, машину! (1998)
- Гра в модерн (2003)
- SOS (2005)
- Подвійне прізвище (2006)
- 18-14 (2007)
- Створення партії (2011)
- 8 перших побачень (2012)
- Незламна (2015)

## Телебачення
- Вулиці розбитих ліхтарів (1997—1998)
- Агент національної безпеки (1998—1999)
- Бандитський Петербург. Фільм 2. Адвокат (2000)
- Спецвідділ (2002)
- Лінії долі (2003)
- Група ZETA (2007)
- Закон зайця (2007)
- Справжні (2011)
- Біла гвардія (2012)
- Вероніка (2012)
- Кухня (2015)
- Лондонград (2015)